# Proletarsk
Proletarsk (in russo Пролетáрск) è una città situata nell'Oblast' di Rostov, nella Russia europea meridionale, sul fiume Manyč, capoluogo del Proletarskij rajon.

## Storia
All'inizio era una stanica (in russo станица) cosacca, villaggio all'interno dell'esercito cosacco, col nome di Velikoknjažeskaja (Великокняжеская).